# 湘南My Love
「湘南My Love」（しょうなんマイラヴ）はTUBEの12作目のシングル。1991年5月2日、Sony Recordsから発売された。規格品番：8センチCD（SRDL3273）CT（SRSL3265）CDV（SRFM7054）。

## 概要
前作シングル「あー夏休み」では日本の夏がテーマだったが、本作ではTUBEが青春時代を過ごした「湘南」がテーマ。本作から概ねのシングル曲の作曲は春畑道哉が担当するようになった。
カップリング曲「Stand Up 熱き仲間達」はカセット、CDが廃盤になって以降、長い間アルバム未収録で入手困難な状況が続いたが、2025年6月7日に各配信サイトでのダウンロード配信及びサブスクリプション配信が開始された。

## エピソード
カップリング曲「Stand Up 熱き仲間達」は、前田亘輝が1990年10月から1991年3月までDJを務めていた文化放送ラジオ番組『OH!ZIPANGLE』から生まれた楽曲。
番組内でリスナーの夢を叶える「デッケェ夢大賞」という企画があり、熊本北高校の元野球部マネジャーの「野球部の応援歌を作って欲しい」という投稿が大賞に選ばれた。
大賞が決まった当時、パーカッションでデビュー前よりTUBEをサポートしてきた前田の友人・土田宗志の末期癌が判明し、前田は病と闘う友人に励ましの意味で作詞を託した。土田作詞の「熱き仲間達」が完成した直後に前田は土田に対して「立ち上がれ」の意味で「熱き仲間達」の上に「Stand Up」を付けたが、前田の祈りは通じることなく土田は息を引き取った。土田関連では「湘南My Love」、土田と土田の彼女を歌った「十年先のラブストーリー」が『湘南』に収録されている。1991年4月5日の『OH!ZIPANGLE』最終回放送で「Stand Up 熱き仲間達」が初披露された。

## 収録曲
| 全作曲: 春畑道哉、全編曲: TUBE。 |                         |                    |            |      |
| #                                | タイトル                | 作詞               | 作曲・編曲 | 時間 |
| 1.                               | 「湘南My Love」         | 前田亘輝           | 春畑道哉   | 4:32 |
| 2.                               | 「Stand Up 熱き仲間達」 | 土田宗志・前田亘輝 | 春畑道哉   | 3:57 |
| 合計時間:                        | 合計時間:               | 合計時間:          | 8:29       |      |

| 全作曲: 春畑道哉、全編曲: TUBE。 |                                                |                    |            |      |
| #                                | タイトル                                       | 作詞               | 作曲・編曲 | 時間 |
| 1.                               | 「湘南My Love」                                | 前田亘輝           | 春畑道哉   | 4:32 |
| 2.                               | 「湘南My Love (オリジナル・カラオケ)」         | 前田亘輝           | 春畑道哉   | 4:32 |
| 3.                               | 「Stand Up 熱き仲間達」                        | 土田宗志・前田亘輝 | 春畑道哉   | 3:57 |
| 4.                               | 「Stand Up 熱き仲間達 (オリジナル・カラオケ)」 | 土田宗志・前田亘輝 | 春畑道哉   | 3:57 |
| 合計時間:                        | 合計時間:                                      | 合計時間:          | 16:58      |      |

## 収録アルバム
- 湘南 (#1)
- オリジナル・カラオケ (#2(シングル・カセット))
- TUBEst II (#1)
- good day sunshine (#1、湘南 My Love2002)
- Melodies & Memories II (#1)
- MIX TUBE-Remixed by Piston Nishizawa- （#1・リミックス）
- Best of TUBEst 〜All Time Best〜 (#1)
- All Singles TUBEst -Blue- (#1)

## 参加ミュージシャン
- 小野塚晃（DIMENSION）：キーボード
- 勝田かず樹（DIMENSION）：サックス
- 栗林誠一郎：コーラス
- 伊藤一義：コーラス